# アルフェウス・ウィリアムズ
アルフェウス・スターキー・ウィリアムズ（英:Alpheus Starkey Williams、1810年9月29日-1878年12月21日）は、アメリカ合衆国コネチカット州出身の弁護士、判事、ジャーナリスト、アメリカ合衆国下院議員であり、南北戦争の時は北軍の将軍だった。

## 初期の経歴
ウィリアムズはコネチカット州ディープリバーで生まれた。1831年イェール大学を法律の学位を取って卒業した。父はウィリアムズが8歳の時に死んでおり、かなりの遺産を遺してくれたので、それを遣って1832年から1836年の間合衆国とヨーロッパを広範囲に旅した。アメリカに戻ると、1836年に急発展をしていた辺境の町ミシガン州デトロイトに落ち着いた。弁護士として頭角を現し、著名な家系の娘ジェーン・ヒアフォードと結婚して、5人の子供が生まれたが、そのうち2人は幼時に死んだ。ジェーンも1849年に30歳で死去した。
ウィリアムズはデトロイトで様々な職業を経験した。ウェイン郡の遺言検認判事に選出され、1842年にセントクレア銀行の頭取を務め、1843年はデトロイトの日刊紙『アドバタイザー』の社主と編集者となり、1849年から1853年はデトロイトの郵便局長となった。
1836年にデトロイトに来たとき、ミシガン民兵隊の中隊に入隊して、長い間市の民兵隊活動との結び付きを続けた。1847年、米墨戦争に向かう連隊の中尉に指名されたが、この連隊は到着が遅くて戦闘に参加することは無かった。州民兵局の局長も務め、1859年にはデトロイト軽装警備隊の少佐となった。

## 南北戦争
1861年に南北戦争が勃発したとき、ウィリアムズは州内最初の志願兵の訓練に関わった。1861年5月17日に志願兵の准将に昇進した。訓練キャンプを離れた後の最初の任務は、10月から1862年3月まで、ポトマック軍ナサニエル・バンクス少将軍団の旅団長だった。その後3月13日付けでポトマック軍第5軍団の師団長に就いた。この師団は4月から6月までシェナンドー方面軍に転属された。ウィリアムズとバンクスはバレー方面作戦で南軍ストーンウォール・ジャクソン将軍と戦うために派遣され、完全に出し抜かれて、ジャクソンのかなり少ない軍隊のためにシェナンドー渓谷で動けなくなった。
6月26日、ウィリアムズ師団は北バージニア方面作戦のためにジョン・ポープ少将のバージニア軍に転属となった。シーダー山の戦いではバンクス軍団が再度ジャクソン軍と対戦し、再度破れた。ウィリアムズの師団は第二次ブルランの戦いには間に合わなかった。
ウィリアムズ師団は再度ポトマック軍に付けられ、第12軍団第1師団となって、北のメリーランド方面作戦に向かい、アンティータムの戦いに参戦した。その途中で師団の部隊が有名な南軍の「失われた伝言」特別命令191号を発見した。それにはロバート・E・リー将軍のこの方面作戦に関する作戦が記されており、ポトマック軍指揮官ジョージ・マクレラン少将に如何にリーの分散した軍隊を破るかについて重要な予見を与えた。師団はシャープスバーグで激しい戦闘を行い、またしても南軍左翼でジャクソンと戦った。軍団長のジョセフ・K・マンスフィールド少将がアンティータムの初期に戦死し、ウィリアムズは一時的に軍団指揮を引き継いだ。その軍団はジャクソンに対する攻撃で25%の損失を出し、ジョージ・S・グリーン准将の師団はダンカー教会まで進んでいた陣地から撤退を余儀なくされた。ヘンリー・W・スローカム少将が戦闘直後にウィリアムズに代わって恒久的軍団長に座った。
ウィリアムズ師団はポトマック軍の次の主要戦闘であるフレデリックスバーグの戦いには、予備隊としてポトマック川を守っていたために参戦できなかった。1863年5月2日のチャンセラーズヴィルの戦いでは、ストーンウォール・ジャクソンの部隊が急な側面移動を実行し、ポトマック軍の右翼を潰し、予想もしていなかった第11軍団に厳しい損失を与えた。第11軍団に隣り合っていたウィリアムズ師団は急遽塹壕に入り、ジャクソン軍が北軍全軍を破る前にその進軍を止めることができたが、その過程で1,500名の損失を出した。
ゲティスバーグの戦いでは、1863年7月1日の初日午後遅くに戦場に到着しゲティスバーグの町の東、ベンナーズヒルに陣地を占めた。この時点でヘンリー・スローカムは指揮の誤解により、第11および第12軍団からなる北軍「右翼」を指揮していると信じていた。それ故にウィリアムズは第12軍団の一時的指揮を執り、戦闘の残りを統御した。トマス・ルーガー准将がウィリアムズ師団の指揮を執った。
7月2日の午後、南軍ジェイムズ・ロングストリート中将による北軍左翼への集中攻撃があり、ポトマック軍指揮官ジョージ・ミード少将はウィリアムズの全軍団にリトルラウンドトップ近辺の左翼を補強するよう命令することになった。ウィリアムズはミードに向かってカルプスヒルの重要性を説得し、なんとかグリーンの1個旅団のみをその防御的陣地に残して置くことにした。グリーンとその旅団は英雄的な防御戦を行い、エドワード・"アレゲニー"・ジョンソン少将の師団（「ストーンウォール師団）の猛攻を、第12軍団の他の旅団が戻ってくるまで夜通し耐えた。7月3日早朝、ウィリアムズは丘の塹壕を幾らか占領していた南軍に攻撃を掛け、7時間に及ぶ戦闘の後で、当初の前線を取り戻した。ウィリアムズにとって不幸なことに、スローカム将軍が戦闘の公式報告書を書くのが遅れ、ミード少将はウィリアムズと第12軍団が北軍の防御のために果たした重要な貢献を認識しないままにその報告書を提出してしまった。
1863年9月、テネシー州の北軍がチカマウガの戦いで破れたので、東部から第11および第12の2個軍団がチャタヌーガで包囲されている部隊の救援に派遣された（この2個軍団は後に、その軍団の大きさが小さかったので結合され、カンバーランド軍第20軍団となった）。ウィリアムズ師団はチャタヌーガの戦いに間に合わなかったが、テネシー州東部の鉄道を守った。しかし、アトランタ方面作戦では第20軍団の一部としてウィリアム・シャーマン少将の軍隊に加わり、多くの戦闘、特にレサカの戦いで功績を挙げた。1864年5月26日のニューホープ教会の戦いでウィリアムズは腕を負傷した。その師団はシャーマンの海への進軍からカロライナ方面作戦まで従った。これらの作戦ではウィリアムズが第20軍団を率い、ベントンビルの戦い後にジョセフ・A・モーワーが引き継いだ。ウィリアムズは師団長に戻った。この期間の1865年1月12日に、ウィリアムズは少将への名誉昇進を果たした。

### 馬
南北戦争の大半を通じて、ウィリアムズは2頭の馬を持っていた。1頭はヨークシャー、もう1頭はプラグアグリーという名前だった。ヨークシャーは目立つところがあり、ウィリアムズは厳しい任務には大きなプラグアグリーの方を好んで使った。チャンセラーズヴィルの戦いの時、南軍の砲弾がプラグアグリーの下の厚い泥地に着弾し、それに続く爆発で乗り手も馬も空中に放り上げた。驚くべきことにウィリアムズは無傷であり、さらに最も驚くべきことは馬も幾つかのかすり傷程度で助かったことだった。プラグアグリーは最終的にそれ以上の使用に耐えられなくなり、1864年に50ドルで売却された。ウィリアムズはこの馬が売却後間もなく死んだことを知った。

## 戦後
戦後、ウィリアムズはアーカンソー州南部で軍事管理官として使え、その後1866年1月15日に除隊した。ミシガン州に戻ったが、財政的窮地に直面してサンサルバドル駐在のアメリカ合衆国大使を引き受けることになり、この職を1869年まで続けた。1870年にミシガン州知事選に出馬したが、落選した。
ウィリアムズは民主党員としてミシガン州第1選挙区からアメリカ合衆国下院議員に選出され、1875年3月4日から1878年12月21日まで務めた。下院議員であったこの期間、アメリカ合衆国下院コロンビア特別区委員会の委員長を務めた。
ウィリアムズは1878年12月21日に卒中を患い、アメリカ合衆国議会議事堂で死に、デトロイトのエルムウッド墓地に埋葬されている。

## 遺産
ウィリアムズは大衆の認識をあまり得ることが無かった将軍だった。戦闘で重要な指揮を執ったが、戦争の大半を准将のままだった。これには3つの理由があると考えられる。1つは、陸軍士官学校出身ではなかったことであり、そこの「卒業生ネットワーク」は今日と同様19世紀でも効力があった。2つ目は、ポトマック軍形成時にウィリアムズがシェナンドー渓谷にいたことであり、それが評判ができたときに高官達に知られていなかったことになった。3つ目は、ウィリアムズが友好的な新聞特派員の援助で大衆に自己宣伝するという普通に行われていた慣習に馴染んでいなかったことだった。しかし、ウィリアムズはその家族とは良く通信を行い、戦争中に書いた手紙が残っていて1959年に『大砲の口から：アルフェウス・S・ウィリアムズ将軍の南北戦争時の手紙』として死後出版され、評判を呼んだ。

## 栄誉
彫刻家ヘンリー・シュラディが制作したウィリアムズの騎馬像が故郷デトロイトに隣接するデトロイト川にあるベルアイルに立っている。ゲティスバーグ国立戦場公園のウィリアムズ・アベニューは彼に因んで名付けられた。